# Aeropuerto de Tamarindo
El Aeropuerto de Tamarindo (IATA: TNO, OACI: MRTM) es un aeropuerto que sirve al pueblo de Tamarindo, Costa Rica. La aerolínea Sansa opera vuelos diarios desde y hacia el aeropuerto internacional Juan Santamaría. Servicios privados también están disponibles. Durante la temporada lluviosa el aeropuerto cierra frecuentemente debido a condiciones del clima. El aeropuerto más cercano con capacidad para vuelos IFR (Instrumental Flight Rules) se ubica a 75 km al noreste en Liberia.
El aeropuerto internacional en Liberia, el Aeropuerto de Guanacaste, está abierto a vuelos internacionales de una variedad de aerolíneas. El aeropuerto está a unos 75 minutos de Tamarindo por caminos recientemente pavimentados, y a 15 minutos en avioneta.

## Destinos
| Destinos | Aeropuertos                              | Aerolíneas         |
| -------- | ---------------------------------------- | ------------------ |
| Liberia  | Aeropuerto de Guanacaste                 | SANSA (estacional) |
| San José | Aeropuerto Internacional Juan Santamaría | SANSA              |
| San José | Aeropuerto Internacional Tobías Bolaños  | Aerobell           |